# Rodl
Die Rodl ist ein nördlicher Nebenfluss der Donau in Oberösterreich.

## Geographie

### Verlauf
Ihr Hauptarm, die Große Rodl, entspringt nördlich von Bad Leonfelden am Sternstein. In südwestlicher Richtung fließt sie durch Zwettl an der Rodl und nordwestlich an Gramastetten und Burgruine Lichtenhag vorbei. Unterhalb der Burgruine Rottenegg beim gleichnamigen Ortsteil von Sankt Gotthard im Mühlkreis vereinigt sie sich mit der in St. Veit im Mühlkreis entspringenden Kleinen Rodl zur Rodl. Im Westen Ottensheims bei Höflein mündet sie in die Donau.

### Zuflüsse
Hierarchische Liste der Zuflüsse, jeweils von der Quelle zur Mündung. Auswahl.
- Große Rodl, linker Oberlauf
  - Steinbach, von rechts bei Bad Leonfelden
    - Amesschläger Bach, von links bei Haid
    - Haibach, von rechts

  - Distelbach, Oberlaufname Schallenbergbach, von rechts in Zwettl
    - Matzenbachl, von links bei Unterwaldschlag
    - Judenbachl, von links bei Unterwaldschlag
    - Waldschlägerbach, von rechts

  - Eisbach, von links in Zwettl
  - Schauerbach, von rechts in Zwettl
  - Pöllersbach, von links
  - Aubach, von links vor Gramastetten
  - Ranitz, von rechts nach Gramastetten
- Kleine Rodl, rechter Oberlauf
  - Sauladbach, von rechts nahe Eidendorf
- Eschelbach, von rechts bei Haselwies
  - Marrbach, von links nach Eschelberg
- Saurüsselbach, von rechts bei Rottenegg

## Nutzung
In der Rodl heimische Fische sind die Bachforellen, im Unterlauf auch Barben.
Sowohl die Große Rodl als auch die Kleine Rodl werden von mehreren Kleinkraftwerken zur Stromerzeugung aus regenerativer Energie genutzt.

## Geschichte
Das früheste Schriftzeugnis des Flussnamens ist von 777 und lautet „Raotula“. Man geht von einer Ausgangsform *Raudila /-ula aus. Der Name könnte auf keltisch roudos (rot) zurückgehen und wurde von slawischen und germanischen Siedler abgeändert. Der Name bezieht sich auf die rötliche Färbung des Granitgesteins im Flussbett.